# سیدآباد (میانکوه)
سیدآباد روستایی در دهستان میانکوه بخش مرکزی شهرستان مهریز استان یزد ایران است.

## جمعیت
بر پایه سرشماری عمومی نفوس و مسکن در سال ۱۳۹۵ جمعیت این روستا ۲۴ نفر (۱۵خانوار) بوده‌است.